# داینارا ده پائولا
داینارا ده پائولا (به انگلیسی: Daynara de Paula) (زادهٔ ۲۵ ژوئیهٔ ۱۹۸۹) شناگر اهل برزیل است.